# 주월초등학교
주월초등학교는 대한민국 광주광역시 서구 화정동에 있는 공립 초등학교이다.

## 학교 연혁
- 1983년 4월 6일 광주주월국민학교 개교
- 1996년 3월 1일 주월초등학교로 개칭
- 2012년 9월 1일 화정주공아파트 철거 및 2015년 하계 유니버시아드 선수촌 공사로 인해 임시 휴교
- 2016년 3월 1일 재개교
- 2020년 1월 10일 제33회 졸업(총 11010명)
- 2020년 3월 1일 제14대 위경아 교장 부임
- 2021년 1월 14일 제34회 졸업(총 11173명)
- 2022년 1월 11일 제 35회 졸업(총 11399명)

## 학교 상징
- 교화 - 철쭉(통일) : 다함께 사는 보람
- 교목 - 소나무(건강) : 굳건한 의지
- 교색 - 청색(평화) : 무한한 포부

## 참고 자료
- 주월초등학교 - 한국교육학술정보원 학교알리미